# Borneacridium
Borneacridium is een geslacht van rechtvleugeligen uit de familie Chorotypidae. De wetenschappelijke naam van dit geslacht is voor het eerst geldig gepubliceerd in 1963 door Kevan.

## Soorten
Het geslacht Borneacridium  is monotypisch en omvat slechts de volgende soort:
- Borneacridium willemsei (Bolívar, 1944)